# SN 2003hn
SN 2003hn – supernowa typu II-P odkryta 25 sierpnia 2003 roku w galaktyce NGC 1448. Jej maksymalna jasność wynosiła 14,44m.